# Црквена порта
Црквена порта или црквено двориште је ограђени простор са капијом око православне цркве или манастира.

## Намена и инфраструктура
Поред основног хришћанског симболизма чија је функција била успостављање границе између сакралног простора који окружује цркву (парохијску, манастирску) и световног простора,812 ограђена порта имала је и практичну, али и заштитну намену. Наиме како су многе цркве и манастири били ван села и градова, често би да нису имале ограђену порту изложене шумским зверима и стоци пуштеној на слободну испашу.
Унутар црквена порте се обично налазило:
- гробље,
- звоник уколико га је било,
- школа и стан за учитеља,
- стан за свештеника,
- конак за посетиоце,
- парохијски музеј
- ћелије за монахе или монахиње,
- разне помоћне зграде (трпезарија, подрум, кухиња, различите оставе, ракијџиница (вински подрум) итд.

- Неки од обкјеката у црквеној порти
- Надгробници
- Парохијски музеј у Вранићу
- Помоћна зграда
- Стари конак манастира Сићево након обнове 1996. године
- Црквена чесма (Манстир Сићево)
- Вила „Персида“, задужбина нишког индустријалца Ставре Цветковића у порти манастира Сићево
- Манастирско гробље и звонара са источне стране у Сићеву
- Спомен костурница у Хиландару
- Неки од објеката у порти Хиландара

Поред цркве у саставу порта налазила се и звонара. Међутим како многе цркве нису имале звонару уместо њих су коришћена клепетала, или су звона постављана на саму цркву. Има цркава и са више звона различити величине и звука. Звоници су подизани испред цркве у форми дрвених конструкција – чардака на 4 стуба, у које су смештана звона, или од тврдог материјала озидане звонаре.

## Устројства о црквеној порти и њеној намени
Према Уредби из 1724. митрополит Мојсије је као обавезу свештеника навео да је он дужан да се стара о подизању цркве у свакој парохији, као и да она не буде ниска и тесна као у време турске владавине, већ што је могуће шира и дужа...и да црква, између осталих ствари, треба да има звоно и ограђену порту.

Да би се регулисало сахрањивање на гробљу унутар црквене порте у новим Свештеничким правилима у тач. 40, које је 1733. године издао митрополит Викентије Јовановић, стоји...
само се свештеницима дозвољава сахрањивање у црквеној порти, док су парохијани имали да се сахрањују на сеоским и варошким гробљима.
 Доношењем овог правила с почетка 18. века желело с естати на пут масовној појави сахрањивања у портама које су постале тако стешњена да бројним гробовима од којих је пол стојала у пољу.

## Културно-историјски значај
Комплекс црквене порте са црквом данас представља немерљиво значајно споменичко наслеђе. Овај често добро хронолошки, обликован и примарно функционално разнородан комплекс, чини хомогену целину чије укупне вредности надилазе појединачна значења сакралног објеката, који опасују.
Такође, овај простор је и својеврстан приказ спроведених грађевинских и других захвата који дају могућност да се читају методолошки концепти заступљени у различитим временским раздобљима, и на основу њих праве анализе и компарације, односно поред културног црквена порта представља и значајан историјски, стручни, едукативни потенцијал.